# Cyanocorax mystacalis
La chara coliblanca o urraca de cola blanca (Cyanocorax mystacalis) es una especie de ave paseriforme de la familia Corvidae propia de Ecuador y Perú.
Su hábitat natural son los bosques húmedos tropicales.